# Belgie na Zimních olympijských hrách 1928
Belgie na Zimních olympijských hrách v roce 1928 reprezentovala výprava 25 sportovců (24 mužů a 1 žena) v 3 sportech.

## Medailisté
| Medaile | Jméno                | Sport         | Soutěž           |
| ------- | -------------------- | ------------- | ---------------- |
| Bronz   | Robert Van Zeebroeck | Krasobruslení | Muži jednotlivci |